# Henry John William Bentinck

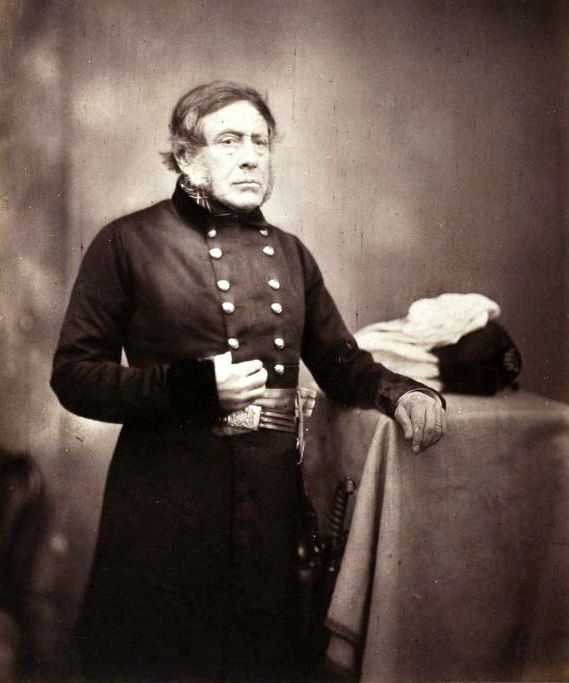
Henry John William Bentinck, fotografia de 1855 na Crimeia.

Henry John William Graf Bentinck KCB (Varel, 8 de setembro de 1796 — Londres, 29 de setembro de 1878) foi um general britânico.
Era filho do major general John Charles Bentinck (1763-1833). De 1854 a 1878 foi chefe de regimento do 28º (North Gloucestershire) Regimento de cavalaria. Na Guerra da Crimeia foi comandante da Guards Brigade, dirigindo-a na Batalha de Balaclava.